# Stunt

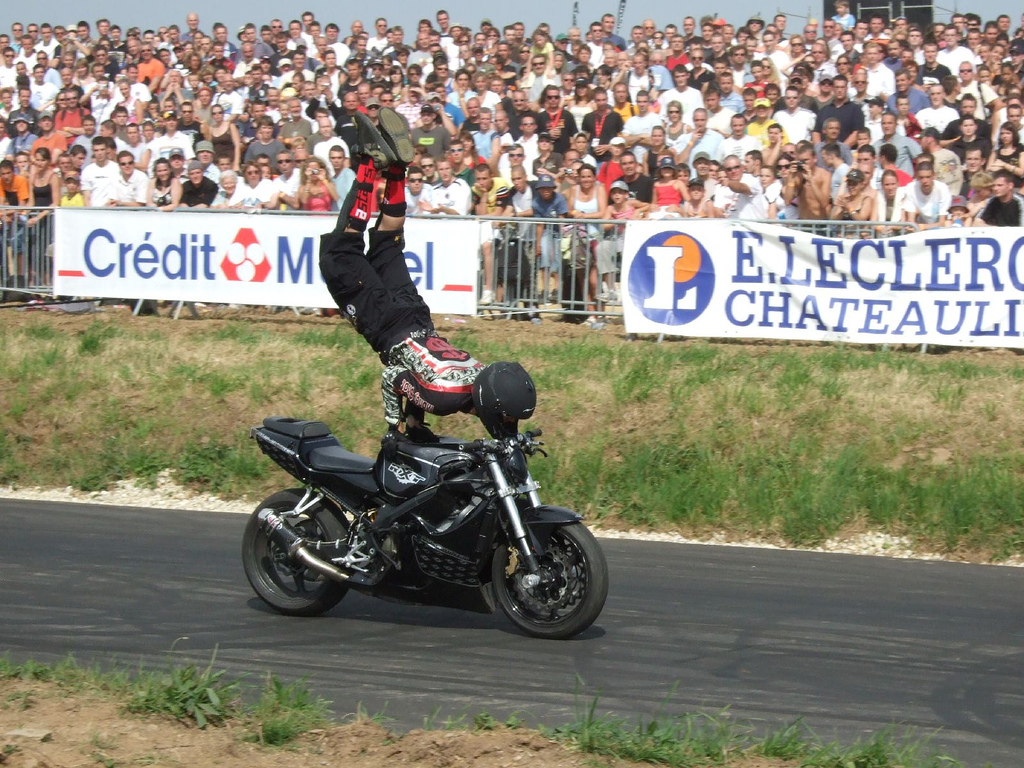
Freestyle & Stunt Show (Landrévarzec, 2007)

El Stunt (terme anglès traduïble per proesa, exercici acrobàtic o escena perillosa) és una disciplina motociclista que té per objectiu l'encadenament de figures (anomenades tricks, "trucs"), amb la motocicleta, sovint amb la roda del darrere o la del davant. De vegades, el Stunt s'anomena també Freestyle.

## Història

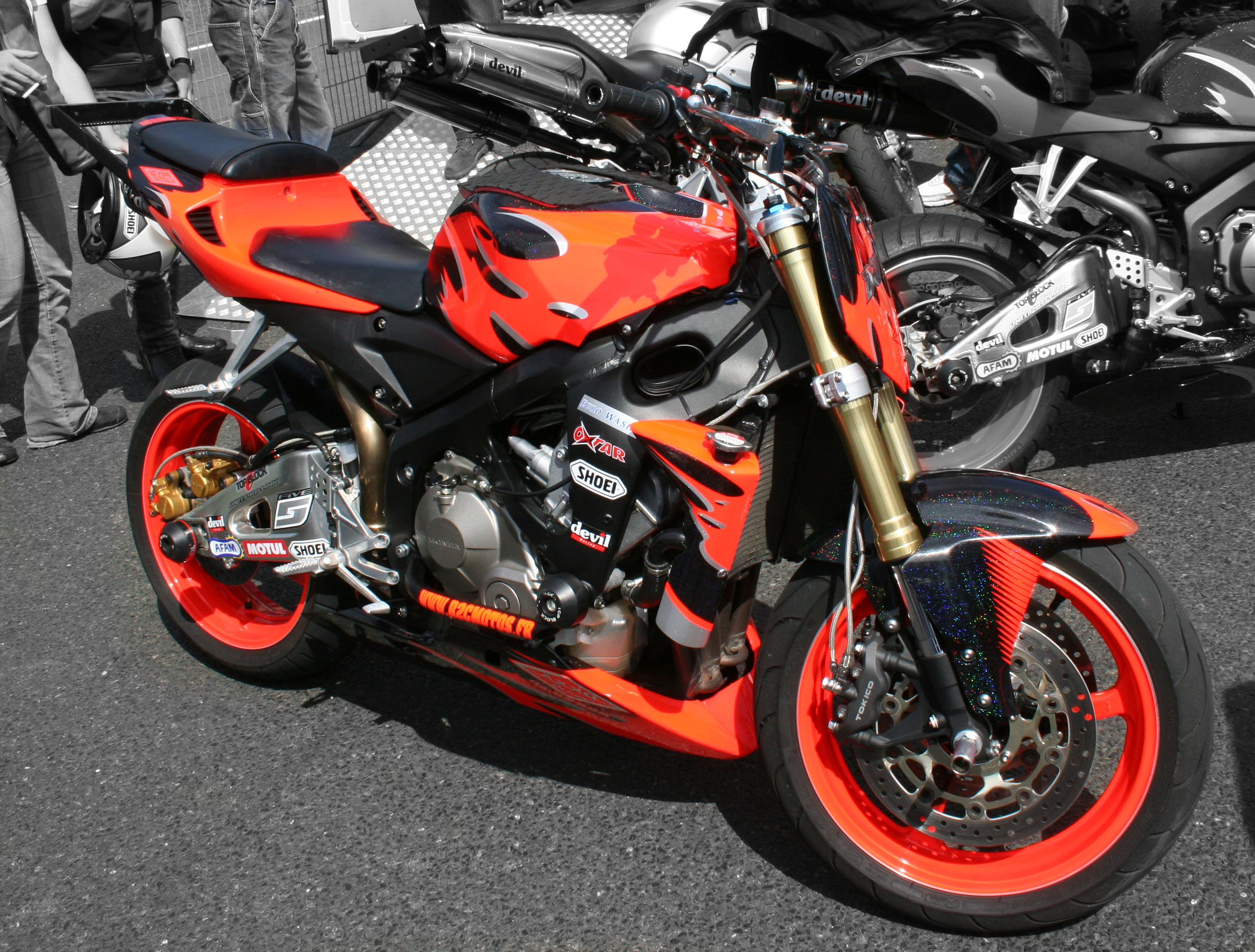
Exemple de moto de Stunt professional, basada en una Honda CBR

Aquest tipus de proves es varen originar l'any 1980 als EUA i es difongueren més tard per Europa, sobretot després de l'exhibició del finlandès Arto Niqvist a les 24 Hores de Le Mans d'aquell any. Tècnicament, les motos d'aquella època tenien una relació pes/potència que permetia l'execució de figures com ara el wheeling, que consisteix a circular amb la roda del davant aixecada. La progressiva millora tècnica ha anat permetent la pràctica d'altres figures espectaculars.
Durant el mateix 1980, l'especialista francès Patrick Bourny executà una exhibició sobre la roda del darrere per al programa Incroyable mais vrai !. Aleshores un altre motociclista francès, Richard Almet, fortament impressionat, popularitzà la disciplina tot llançant el seu primer espectacle al circuit Carole l'any següent, aconseguint el primer rècord de velocitat sobre la roda del darrere. Aquest rècord l'anà superant any rere any, fins a arribar als 221 km/h el 1986. Ben aviat, Lawrence Aubujeau superà el rècord en ultrapassar els 250 km/h.

## Característiques

### La moto

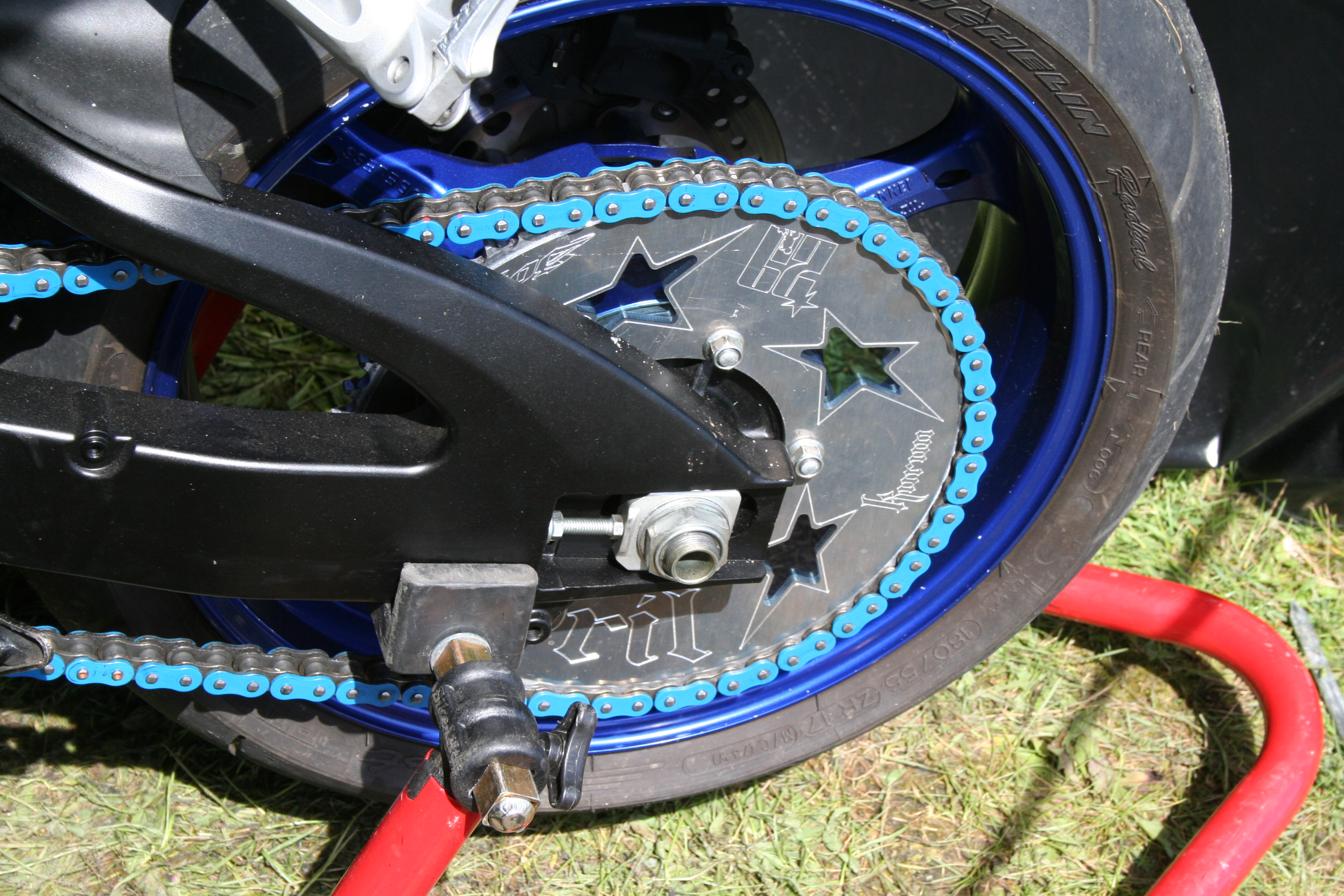
Corona reforçada

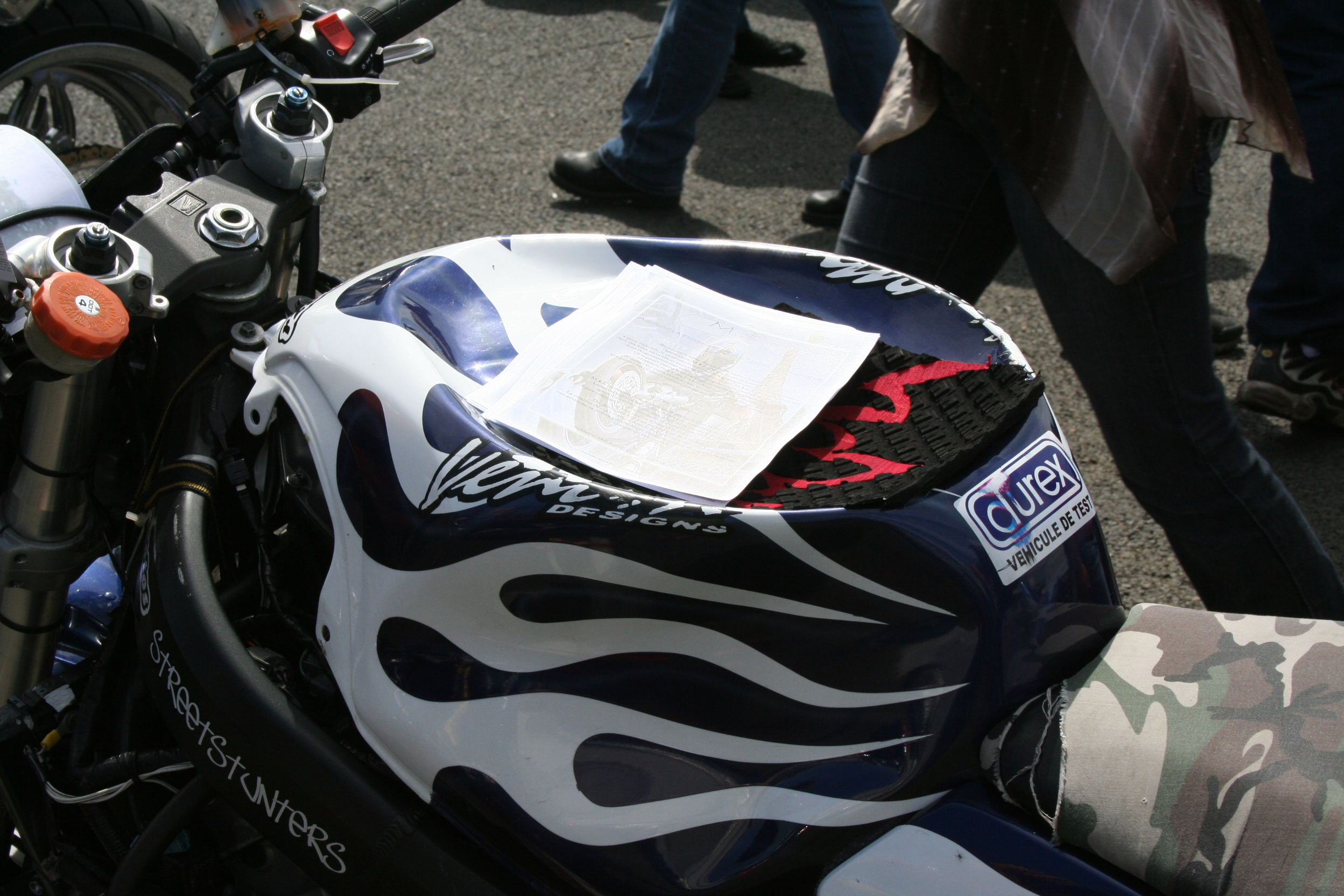
Un dipòsit aplanat

La motocicleta del practicant de "stunt" acostuma a ser una potent esportiva (Honda CBR600FS, Kawasaki ZX-6R), preparada per tal d'alleugerir-la i atorgar-li el màxim parell motor possible, tot i que el "stunt" es pot fer una moto totalment de sèrie.
Normalment, la moto s'equipa també per tal de protegir-ne les parts més sensibles en cas de caiguda. Els noms d'aquesta mena de components acostumen a ser anglesos:
- Carenats enlairats ("Street") o únicament panells laterals ("Street Ricain"): per tal de no fer-los malbé tots en cas de caiguda, o simplement per estètica.
- Manillar "Street" o manillar de braçalet: el manillar d'origen se substitueix per un de pla i ample, o bé per braçalets drets. A més a més, s'hi pot afegir una palanca de fre posterior per tal de facilitar les maniobres.
- Transmissió reduïda, principalment mitjançant la modificació de la relació pinyó/corona, afavorint així el parell motor i facilitant l'enlairament de la roda del davant. Les corones poden assolir de vegades diàmetres espectaculars (més del doble del model original) acostant-se al de la roda del darrere.
- Barra de Curling: generalment d'acer, soldada directament al quadre de la motocicleta (a la part posterior), per tal de poder-s'hi agafar i fer figures mentre la moto és en posició vertical.
- HB o Hand break  (fre de mà): doble palanca de fre al manillar per a poder frenar tot fent trucs com ara el DDES ("dret damunt el selló"), els Fenwicks, Special K i altres. Serveix per a evitar haver-se de tombar.
- Crash cage (gàbia d'accident): proteccions metàl·liques en forma de barres de metall per tal de protegir les parts més sensibles del motor (a tots dos costats de la moto), i de vegades també al manillar.
- Dipòsit: generalment aplanat i guarnit amb de diversos materials adherents (subjecció de surf o de skateboard, cambra d'aire ...) per a poder-s'hi asseure mentre es fan trucs com ara el Fenwick (les dues cames per damunt del manillar), etc.
- Pegs : reposa-peus en forma de petits tubs metàl·lics fixats als eixos de les rodes, amb la finalitat de permetre executar determinades figures.
- Pneumàtic: El pneumàtic posterior es duu sovint una mica desinflat per tal d'obtenir una millor adherència en fer els trucs més complicats.

### Principals trucs

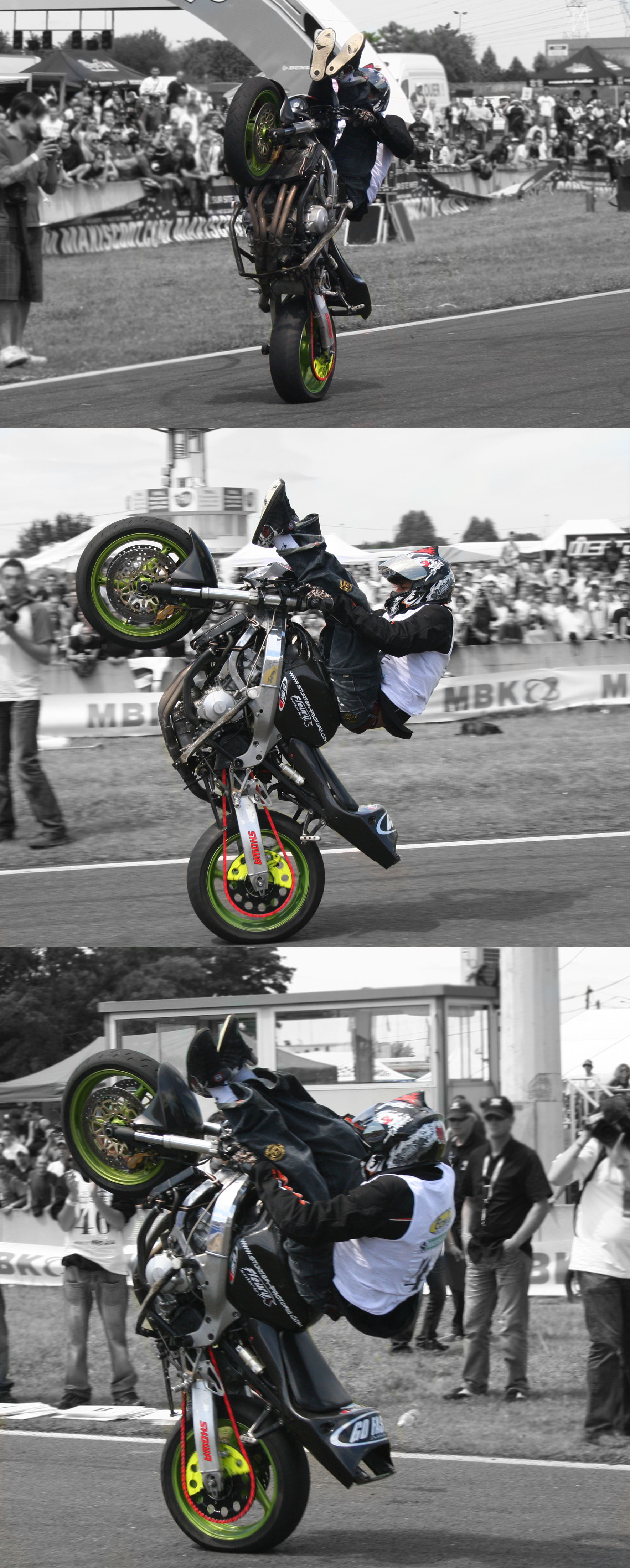
Wheeling «fenwick»

Els tricks (o "figures") bàsics són els wheelings ("cavallets"), stoppies i burns:
- El wheeling consisteix a circular sobre la roda del darrere, executant o no altres figures
- El stoppie consisteix a circular sobre la roda del davant (havent pres embranzida i frenant després fort per tal que la moto s'aixequi del darrere), executant o no altres figures
- El burn consisteix a fer girar el pneumàtic del darrere prou ràpid fer anar la moto "a la deriva" (drift en l'argot), ja sigui en moviment o sense avançar. Un burn pot fer esclatar el pneumàtic segons la seva intensitat.

### Variacions sobre trucs
Hi ha moltes variacions d'aquestes figures bàsiques, amb nivells de dificultat més o menys alts:
- albatros : fer un wheeling assegut al dipòsit, amb les cames penjant als costats.
- coaster : fer un wheeling en punt mort (roda del darrere independent del motor). Aquí, la noció d'equilibri és molt més important que en un cavallet "simple"
- coaster watata : fer un coaster tot aturant la moto durant el cavallet
- mànec de fregar: fer un wheeling tot subjectant la moto únicament pel manillar, deixant-se arrossegar amb els peus per terra
- christ air: evolucionar tot dret al selló, sense agafar el manillar (les dues rodes a terra)
- one hand : efectuar un wheeling o un stoppie amb només una mà al manillar
- no hand : evolucionar en wheeling sense agafar el manillar
- no foot : evolucionar en wheeling o en stoppie amb els peus en l'aire
- circle : fer un wheeling tot girant en cercles (de fet, en un cercle s'hi poden aplicar moltes d'aquestes figures)
- candy bar: fer un wheeling amb un peu damunt el dipòsit i l'altre sobre el manillar
- special K : wheeling amb una cama sobre el manillar i l'altra al buit, en angle de 90°
- fenwick : fer un wheeling o un stoppie amb les dues cames sobre el manillar
- twelve o'clock : fer un wheeling a 90° (amb les rodes alineades), tot fregant el parafang del darrere contra el terra
- seat o DDES (dret damunt el selló): evolucionar en wheeling tot dret, amb els peus damunt el seient
- runing burnout : consisteix a fer un burn tot girant en cercle
- curling : consisteix a fregar la barra sobre l'asfalt a la major distància possible
- Stoppie 180° : consisteix a fer un stoppie i, tot tenint la roda del darrere en l'aire, fer mitja volta cap a l'esquerra o la dreta

## Situació internacional

### A França
Actualment, tot i que a França aquesta disciplina encara no és reconeguda com a esport, és molt popular arreu de l'estat i se'n fan tota mena de demostracions, aprofitant sovint esdeveniments com ara salons de l'automòbil o la motocicleta, curses de motociclisme i altres. Els espectacles de "stunt" són habituals també en programes de televisió (per exemple, a la cadena AB Moteurs) i se'n fa difusió mitjançant la distribució de DVDs arreu del món i en determinats llocs web.

#### Principals trobades
- Burns Day: una de les trobades de "stunt" més grans a França, organitzada pels periodistes de la revista Moto et Motards.
- Stunt Bike Show: aquesta reunió se celebra cada any al juny al circuit Carole i al circuit de Tolosa, essent l'única competició de "stunt" que se celebra a l'estat francès.

### Als EUA
Els EUA, en canvi, la disciplina és amplament reconeguda i se'n disputen diversos campionats. No debades, els EUA han estat un dels primers països a adoptar una federació específica de "stunt" i a crear pistes adequades per a la seva pràctica. A més a més, el públic hi entén força i segueix les competicions amb interès.

### A Catalunya
Un dels principals especialistes catalans en "stunt" és el vilassarenc Narcís Roca, qui en fa exhibicions arreu d'Europa i l'estat espanyol.

## Galeria

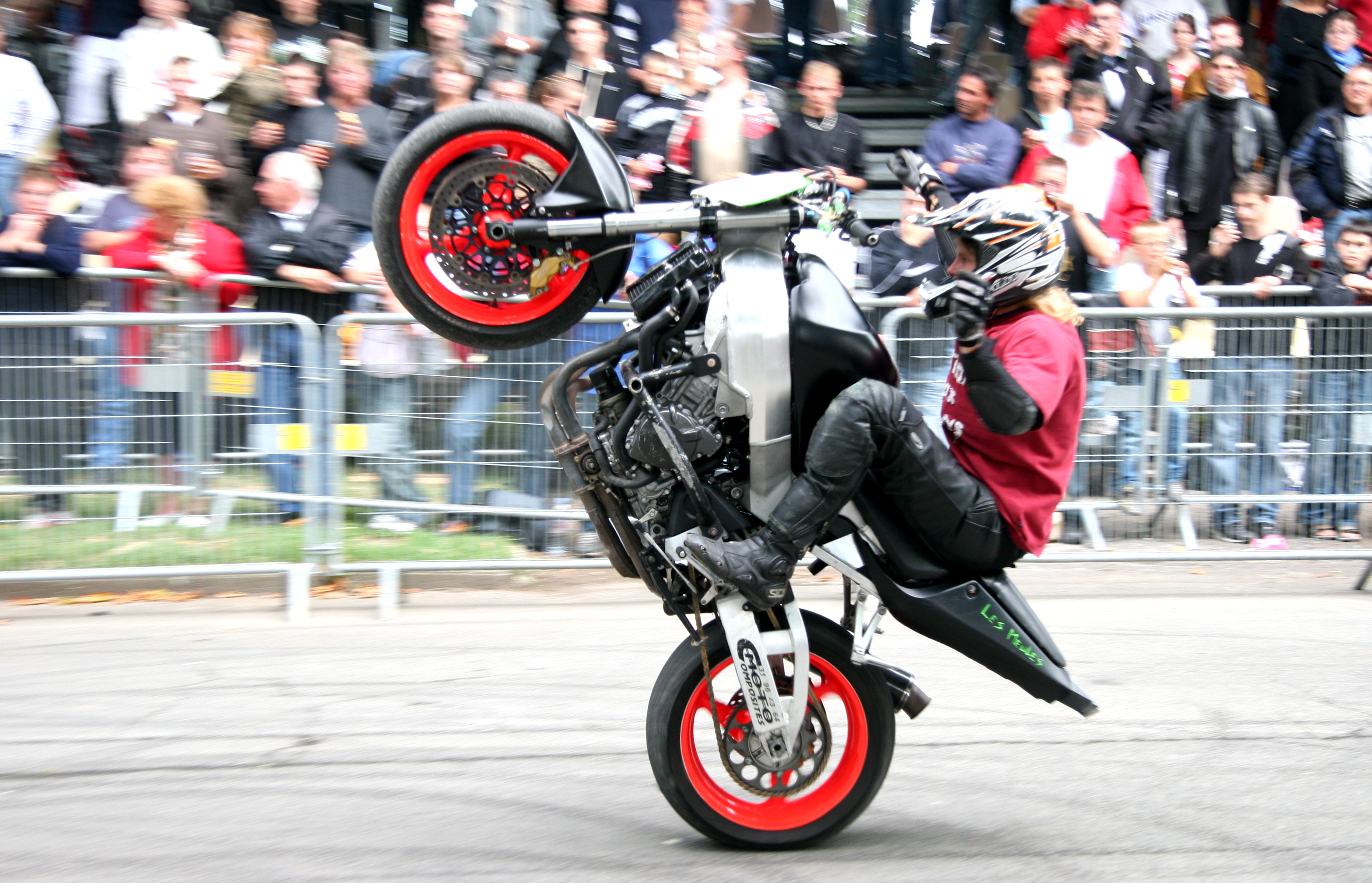
Wheeling no hand
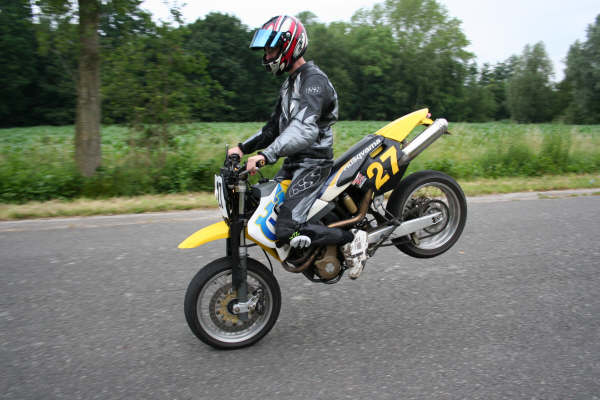
Stoppie
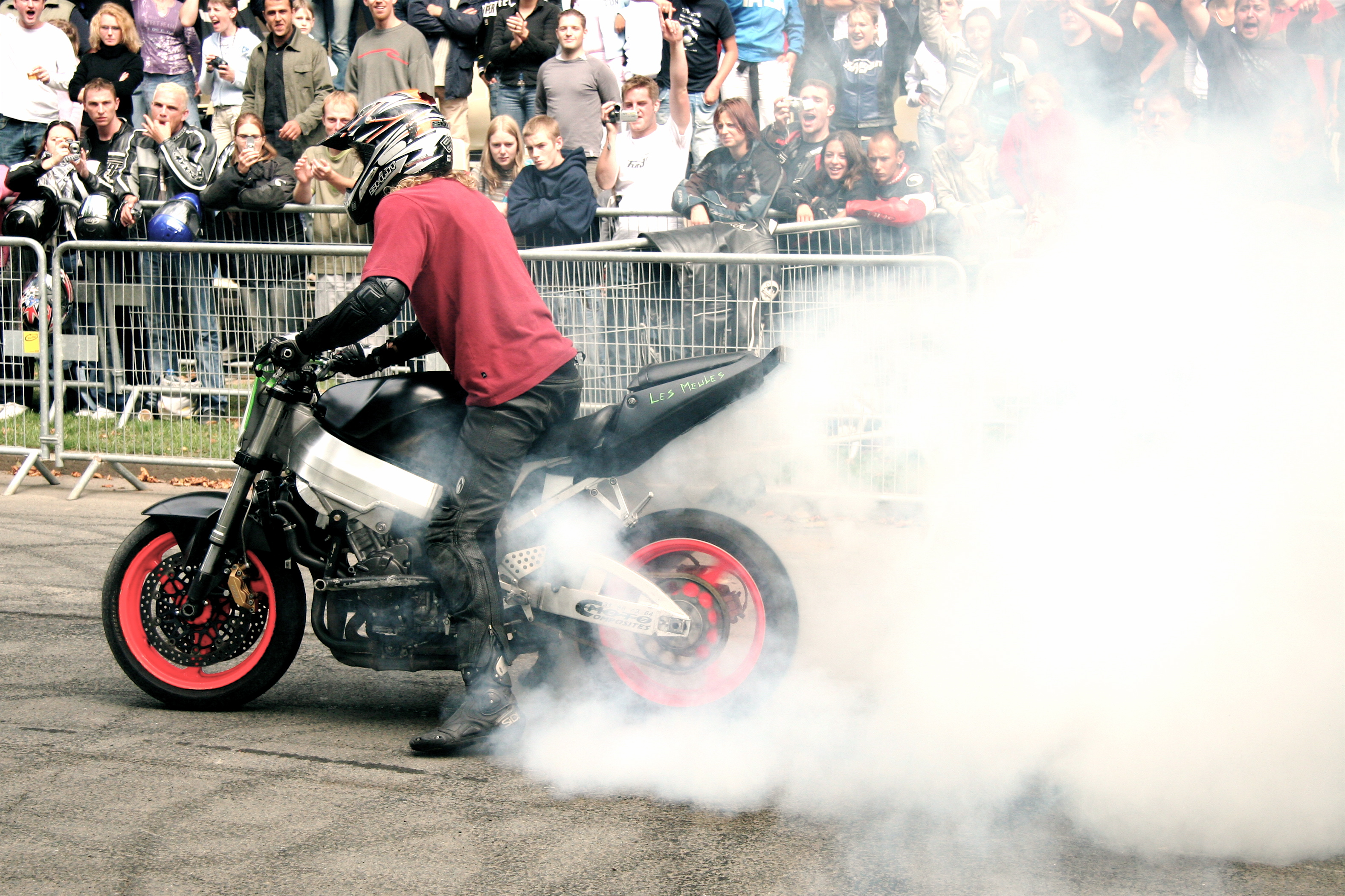
Burn
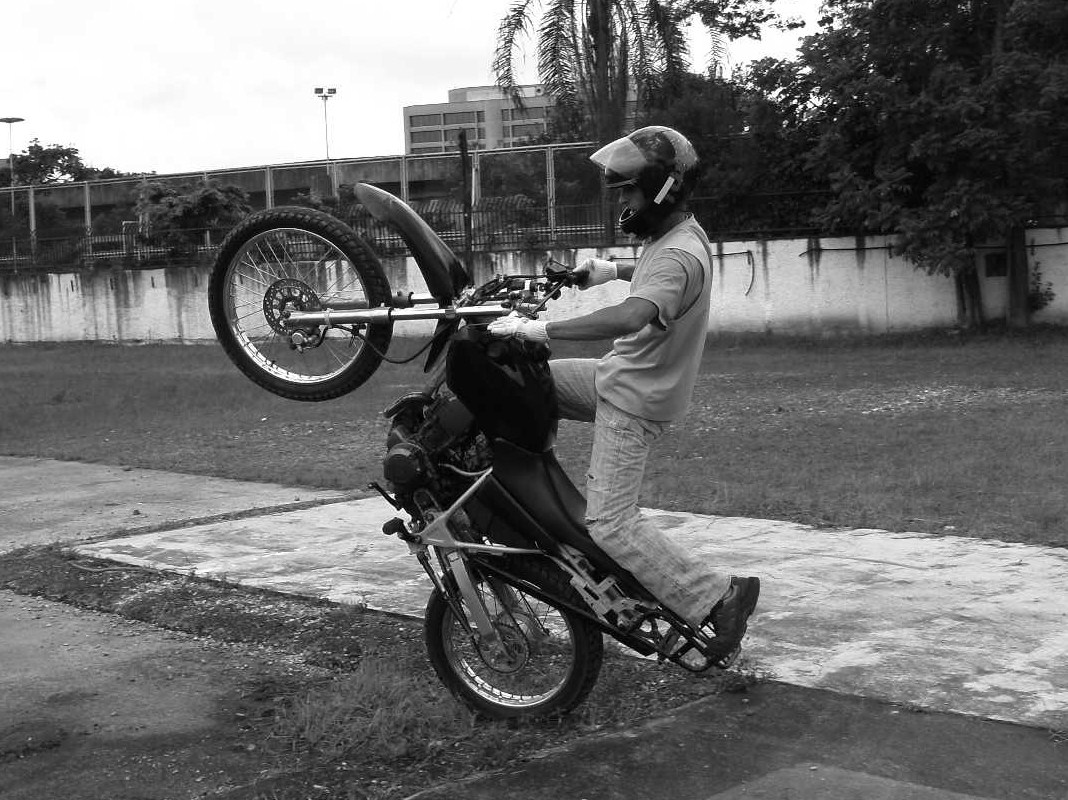
Wheelie de genoll
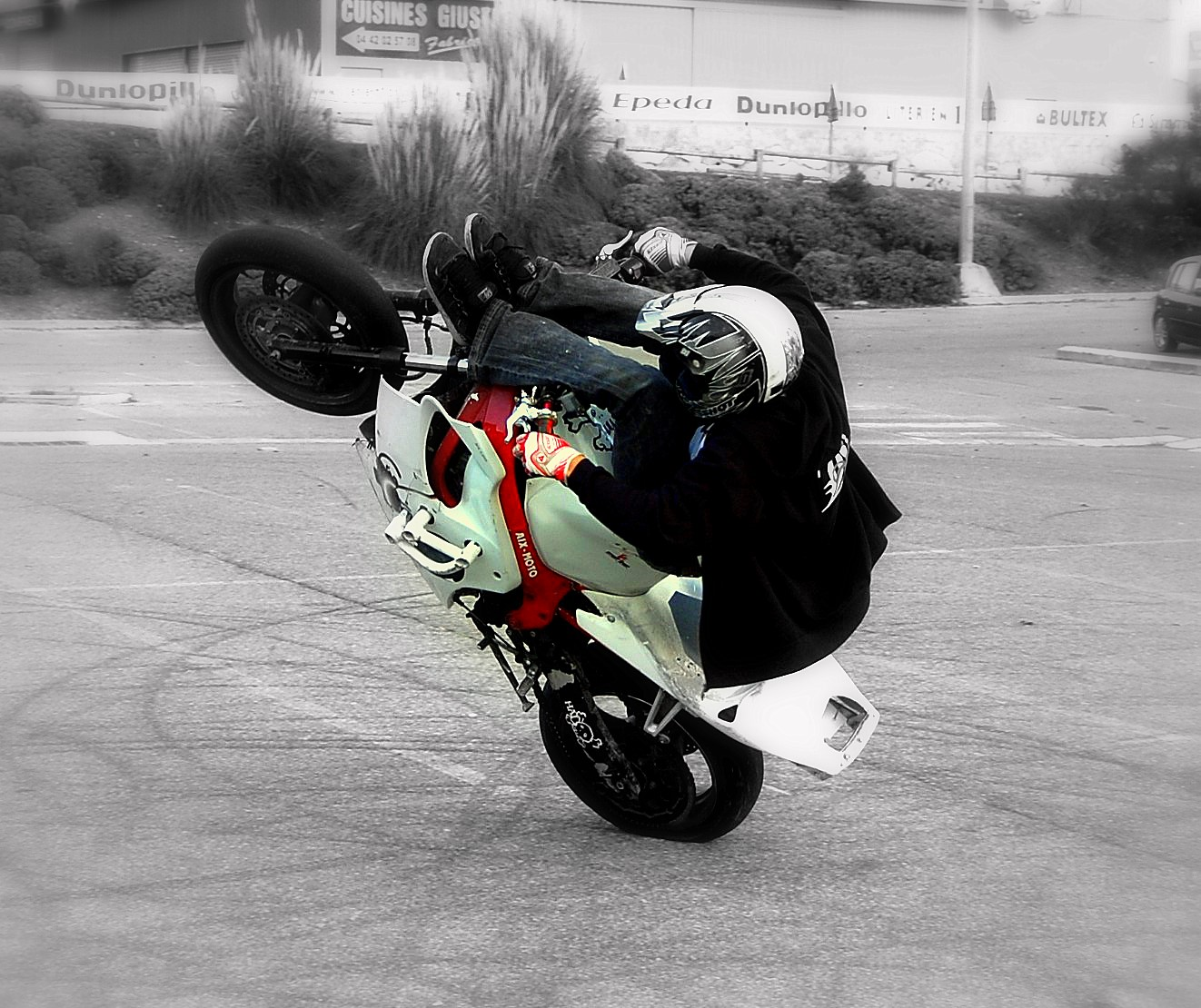
Circle fenwick